# Brawl for All
Il Brawl for All è stato un torneo di arti marziali miste organizzato dalla World Wrestling Federation durante l'estate del 1998; a vincere fu lo statunitense Bart Gunn, che in finale sconfisse il connazionale John Layfield.
L'esperienza si rivelò troppo pericolosa per l'incolumità dei lottatori coinvolti, tanto che la federazione non organizzò mai più eventi di questo tipo.

## Antefatto
Nella primavera del 1998 lo sceneggiatore Vince Russo ebbe l'idea di organizzare un torneo di arti marziali miste, coinvolgendo i lottatori della World Wrestling Federation per cercare di valorizzare le loro carriere.
Secondo il lottatore John Layfield e lo sceneggiatore Jim Cornette, Vince Russo avrebbe voluto creare una divisione di hardcore wrestling con combattimenti reali e non più predeterminati; d'altro canto, Russo riferì invece di aver concepito l'idea del Brawl for All come conseguenza alle affermazioni di Layfield, il quale si vantava spesso di poter battere chiunque in una vera rissa da strada.
La partecipazione al torneo fu esclusivamente volontaria ed il premio finale per il vincitore fu di settantacinquemila dollari.

## Regolamento
Ogni match del Brawl for All consisteva in tre round da un minuto ciascuno: il lottatore che avrebbe messo a segno più colpi durante il round avrebbe ricevuto cinque punti, mentre il KO avrebbe posto immediatamente fine all'incontro; a bordo ring erano presenti tre giudici: Gorilla Monsoon, Chuck Wepner e Kevin Rooney.

## Struttura
|  | Ottavi di finale 29 giugno-20 luglio | Ottavi di finale 29 giugno-20 luglio | Ottavi di finale 29 giugno-20 luglio |                |           | Quarti di finale 27 luglio-10 agosto | Quarti di finale 27 luglio-10 agosto | Quarti di finale 27 luglio-10 agosto |  |  | Semifinali 17 agosto | Semifinali 17 agosto | Semifinali 17 agosto |  |  | Finale 24 agosto | Finale 24 agosto | Finale 24 agosto |  |
|  |                                      |                                      |                                      |                |           |                                      |                                      |                                      |  |  |                      |                      |                      |  |  |                  |                  |                  |  |
|  | Bart Gunn                            | Bart Gunn                            | Punti                                |                |           |                                      |                                      |                                      |  |  |                      |                      |                      |  |  |                  |                  |                  |  |
|  | Bart Gunn                            | Bart Gunn                            | Punti                                |                |           |                                      |                                      |                                      |  |  |                      |                      |                      |  |  |                  |                  |                  |  |
|  | Bob Holly                            |                                      |                                      |                |           |                                      |                                      |                                      |  |  |                      |                      |                      |  |  |                  |                  |                  |  |
|  |                                      | Bart Gunn                            | Bart Gunn                            | KO             |           |                                      |                                      |                                      |  |  |                      |                      |                      |  |  |                  |                  |                  |  |
|  |                                      |                                      |                                      | KO             |           |                                      |                                      |                                      |  |  |                      |                      |                      |  |  |                  |                  |                  |  |
|  |                                      |                                      | Steve Williams                       |                |           |                                      |                                      |                                      |  |  |                      |                      |                      |  |  |                  |                  |                  |  |
|  | Québecer Pierre                      |                                      |                                      |                |           |                                      |                                      |                                      |  |  |                      |                      |                      |  |  |                  |                  |                  |  |
|  |                                      |                                      |                                      |                |           |                                      |                                      |                                      |  |  |                      |                      |                      |  |  |                  |                  |                  |  |
|  | Steve Williams                       | Steve Williams                       | KO                                   |                |           |                                      |                                      |                                      |  |  |                      |                      |                      |  |  |                  |                  |                  |  |
|  | Steve Williams                       | Steve Williams                       | KO                                   |                | Bart Gunn | Bart Gunn                            | KO                                   |                                      |  |  |                      |                      |                      |  |  |                  |                  |                  |  |
|  |                                      |                                      |                                      |                |           |                                      |                                      |                                      |  |  |                      |                      |                      |  |  |                  |                  |                  |  |
|  |                                      |                                      | The Godfather                        |                |           |                                      |                                      |                                      |  |  |                      |                      |                      |  |  |                  |                  |                  |  |
|  | Scorpio                              | Scorpio                              | Punti                                |                |           |                                      |                                      |                                      |  |  |                      |                      |                      |  |  |                  |                  |                  |  |
|  | Scorpio                              | Scorpio                              | Punti                                |                |           |                                      |                                      |                                      |  |  |                      |                      |                      |  |  |                  |                  |                  |  |
|  | Ron Harris                           |                                      |                                      |                |           |                                      |                                      |                                      |  |  |                      |                      |                      |  |  |                  |                  |                  |  |
|  |                                      | Scorpio                              |                                      |                |           |                                      |                                      |                                      |  |  |                      |                      |                      |  |  |                  |                  |                  |  |
|  |                                      |                                      |                                      |                |           |                                      |                                      |                                      |  |  |                      |                      |                      |  |  |                  |                  |                  |  |
|  |                                      |                                      | The Godfather                        | The Godfather  | Punti     |                                      |                                      |                                      |  |  |                      |                      |                      |  |  |                  |                  |                  |  |
|  | The Godfather                        |                                      | The Godfather                        | The Godfather  | Punti     |                                      |                                      |                                      |  |  |                      |                      |                      |  |  |                  |                  |                  |  |
|  |                                      |                                      |                                      |                |           |                                      |                                      |                                      |  |  |                      |                      |                      |  |  |                  |                  |                  |  |
|  | Dan Severn                           | Dan Severn                           | Punti                                |                |           |                                      |                                      |                                      |  |  |                      |                      |                      |  |  |                  |                  |                  |  |
|  | Dan Severn                           | Dan Severn                           | Punti                                |                | Bart Gunn | Bart Gunn                            | KO                                   |                                      |  |  |                      |                      |                      |  |  |                  |                  |                  |  |
|  |                                      |                                      |                                      |                |           |                                      |                                      |                                      |  |  |                      |                      |                      |  |  |                  |                  |                  |  |
|  |                                      |                                      | Bradshaw                             |                |           |                                      |                                      |                                      |  |  |                      |                      |                      |  |  |                  |                  |                  |  |
|  | Darren Drozdov                       | Darren Drozdov                       | KO                                   |                |           |                                      |                                      |                                      |  |  |                      |                      |                      |  |  |                  |                  |                  |  |
|  | Darren Drozdov                       | Darren Drozdov                       | KO                                   |                |           |                                      |                                      |                                      |  |  |                      |                      |                      |  |  |                  |                  |                  |  |
|  | Warrior Hawk                         |                                      |                                      |                |           |                                      |                                      |                                      |  |  |                      |                      |                      |  |  |                  |                  |                  |  |
|  |                                      | Darren Drozdov                       | Darren Drozdov                       | Punti          |           |                                      |                                      |                                      |  |  |                      |                      |                      |  |  |                  |                  |                  |  |
|  |                                      |                                      |                                      | Punti          |           |                                      |                                      |                                      |  |  |                      |                      |                      |  |  |                  |                  |                  |  |
|  |                                      |                                      | Savio Vega                           |                |           |                                      |                                      |                                      |  |  |                      |                      |                      |  |  |                  |                  |                  |  |
|  | Brakkus                              |                                      |                                      |                |           |                                      |                                      |                                      |  |  |                      |                      |                      |  |  |                  |                  |                  |  |
|  |                                      |                                      |                                      |                |           |                                      |                                      |                                      |  |  |                      |                      |                      |  |  |                  |                  |                  |  |
|  | Savio Vega                           | Savio Vega                           | Punti                                |                |           |                                      |                                      |                                      |  |  |                      |                      |                      |  |  |                  |                  |                  |  |
|  | Savio Vega                           | Savio Vega                           | Punti                                | Darren Drozdov |           |                                      |                                      |                                      |  |  |                      |                      |                      |  |  |                  |                  |                  |  |
|  |                                      |                                      |                                      |                |           |                                      |                                      |                                      |  |  |                      |                      |                      |  |  |                  |                  |                  |  |
|  |                                      |                                      | Bradshaw                             | Bradshaw       | Punti     |                                      |                                      |                                      |  |  |                      |                      |                      |  |  |                  |                  |                  |  |
|  | Steve Blackman                       | Steve Blackman                       | Bradshaw                             | Bradshaw       | Punti     | Punti                                |                                      |                                      |  |  |                      |                      |                      |  |  |                  |                  |                  |  |
|  | Steve Blackman                       | Steve Blackman                       |                                      |                |           |                                      |                                      |                                      |  |  |                      |                      |                      |  |  |                  |                  |                  |  |
|  | Marc Mero                            |                                      |                                      |                |           |                                      |                                      |                                      |  |  |                      |                      |                      |  |  |                  |                  |                  |  |
|  |                                      | Marc Mero                            |                                      |                |           |                                      |                                      |                                      |  |  |                      |                      |                      |  |  |                  |                  |                  |  |
|  |                                      |                                      |                                      |                |           |                                      |                                      |                                      |  |  |                      |                      |                      |  |  |                  |                  |                  |  |
|  |                                      |                                      | Bradshaw                             | Bradshaw       | Punti     |                                      |                                      |                                      |  |  |                      |                      |                      |  |  |                  |                  |                  |  |
|  | Mark Canterbury                      |                                      | Bradshaw                             | Bradshaw       | Punti     |                                      |                                      |                                      |  |  |                      |                      |                      |  |  |                  |                  |                  |  |
|  |                                      |                                      |                                      |                |           |                                      |                                      |                                      |  |  |                      |                      |                      |  |  |                  |                  |                  |  |
|  | Bradshaw                             | Bradshaw                             | Punti                                |                |           |                                      |                                      |                                      |  |  |                      |                      |                      |  |  |                  |                  |                  |  |

## Retroscena
Secondo lo sceneggiatore Jim Cornette, Steve Williams era il favorito della World Wrestling Federation per la vittoria finale del torneo, tanto che la federazione aveva in programma di organizzare un match in pay-per-view tra lui e il leggendario Steve Austin. Bob Holly affermò che la WWF era talmente sicura di una vittoria di Williams che gli pagò il premio di settantacinquemila dollari già prima della disputa dei quarti di finale contro Bart Gunn; tuttavia, proprio nel match contro Gunn, Williams si infortunò alla gamba sinistra e fu messo KO dall'avversario al secondo round poiché impossibilitato a muoversi correttamente.
Nel roster della WWF dell'epoca erano presenti anche due noti ex marzialisti: Dan Severn e Ken Shamrock. Shamrock non poté partecipare a causa di un infortunio all'avambraccio, mentre Severn, dopo aver sconfitto The Godfather agli ottavi di finale, decise di abbandonare la competizione in quanto affermò di non dover dimostrare a nessuno la propria abilità; tuttavia, in un'intervista radiofonica dell'epoca, rivelò che in realtà fu la stessa WWF a convincerlo a ritirarsi dal torneo poiché temeva che avrebbe potuto far sfigurare Steve Williams nell'eventuale semifinale.

## Controversie
Durante il Brawl of All, molti lottatori subirono diversi infortuni: The Godfather, Steve Blackman e "Road Warrior" Hawk non furono in grado di combattere per un paio di mesi, ritornando in pianta stabile in autunno, mentre Brakkus e Savio Vega riportarono infortuni ben più gravi.
Lo sceneggiatore Jim Cornette descrisse il Brawl for All come «la cosa più stupida che la World Wrestling Federation abbia mai fatto», criticando la federazione per aver permesso a degli atleti allenati per i soli match predeterminati di partecipare a combattimenti reali con il serio rischio di subire gravi infortuni; egli, inoltre, riferì di come la WWF avesse mal interpretato la scarsa attrattività che le arti marziali miste avrebbero avuto su un pubblico di wrestling tradizionale. Cornette incolpò la federazione anche per aver fallito nel promuovere la carriera di Bart Gunn dopo la sua vittoria nel torneo.
Il Brawl for All fu l'argomento principale della decima puntata della serie Dark Side of the Ring, andata in onda negli Stati Uniti il 7 aprile 2020.